# Amazon Aurora
Amazon Aurora — реляционная СУБД, разработанная фирмой Amazon, предоставляемая по подписке из публичного облака Amazon Web Services как один из вариантов услуги Amazon RDS. Предоставляется в двух редакциях — совместимой с MySQL (выпущена в октябре 2014 года), и совместимой с PostgreSQL (доступна с октября 2017 года).
При развёртывании базы данных под управлением Aurora пользователю не предлагается резервировать объёмы хранения, которые по мере надобности выделяются блоками по 10 ГБ, вплоть до 64 ТБ. Кроме того, Aurora предоставляет автоматическую шестиуровневую репликацию блоков по 10 гигабайт для повышения доступности и отказоустойчивости. С августа 2017 года обеспечивается также быстрое клонирование базы данных.
С сентября 2018 года появилась возможность запускать и останавливать кластеры с Aurora, с августа 2018 года реализована также бессерверная версия Aurora.
Не все возможности СУБД-прототипов поддерживаются в полном объёме, так, по состоянию на 2016 год в редакции, совместимой с MySQL, поддерживается только версия 5.6, а из подсистем хранения поддерживается только InnoDB. Также c июля 2019 года имеется поддержка PostgreSQL в бессерверном режиме.
Заявляется о поддержке повышенной пропускной способности и низких сетевых задержках в сравнении с «другими реляционными СУБД»; для редакции, совместимой с MySQL, утверждалось о превышении производительности в 5 раз в сравнении со стандартной версией MySQL на тех же вычислительных ресурсах.